# Scilla flaccidula
Scilla flaccidula är en sparrisväxtart som beskrevs av John Gilbert Baker. Scilla flaccidula ingår i släktet blåstjärnesläktet, och familjen sparrisväxter. Inga underarter finns listade i Catalogue of Life.